# 冷凍機械責任者
冷凍機械責任者（れいとうきかいせきにんしゃ）は、高圧ガス保安法に規定される高圧ガス製造保安責任者の資格区分の一つ。経済産業省管轄。
冷凍に関わる高圧ガスを製造する施設において保安の業務を行う資格。

## 概要
- 冷凍機械責任者には第一種、第二種、第三種の区分があり、職務の範囲は次の通りである。
  - 第一種：全ての製造施設における製造にかかわる保安
  - 第二種：1日の冷凍能力が300t未満の製造施設における製造にかかわる保安
  - 第三種：1日の冷凍能力が100t未満の製造施設における製造にかかわる保安

- 一定規模以上の冷凍設備を有する事業所は冷凍機械責任者免状を取得した者の中から冷凍保安責任者を選任し、都道府県知事へ届け出ることとなっている。選任には免状取得に加え、所定の実務経験も必要となる。冷凍保安責任者のもとで冷凍機械の運転を行う者に資格は必要ない。
- 取得には国家試験に合格することが必要となる。試験は年1回以上実施され、例年11月に行われている（試験施行者は、第一種が経済産業大臣、第二種及び第三種が都道府県知事であるが、実施は高圧ガス保安協会に委託されている）。同協会が別途実施している講習課程を修了（受講し技術検定に合格）した者は、国家試験の一部科目が免除になる。
- 試験の程度としては、第一種は大学工学部卒業程度、第二種は工業高校卒業程度、第三種は、第二種よりやや易しい。
- 第一種冷凍機械責任者は、職業訓練指導員 (冷凍空調機器科)試験の受験資格が与えられると共に学科の一部免除、第二種・第三種冷凍機械責任者は同試験の受験資格のみ与えられる（学科免除は無し）。
- 第一種冷凍機械責任者又は第一種冷凍空調技士のみが、材料試験、耐圧試験及び気密試験証明書の検査員となることができる。
- 近年、冷凍機械責任者の資格を必要としない冷凍機（冷凍保安規則第36条第2項に定められている、いわゆるユニット型冷凍設備）や地域熱供給の導入が増えている。そのため、資格の取得については、知識を証明する検定試験的な捉え方をする企業や現場が多くなっている。
- 第一種冷凍機械責任者は社会保険労務士試験の受験資格[1]に該当する。

## 試験科目
第一種
1. 高圧ガス保安法に係る法令
2. 冷凍のための高圧ガスの製造に必要な高度の保安管理の技術
3. 冷凍のための高圧ガスの製造に必要な通常の応用化学及び機械工学

第二種
1. 高圧ガス保安法に係る法令
2. 冷凍のための高圧ガスの製造に必要な通常の保安管理の技術
3. 冷凍のための高圧ガスの製造に必要な基礎的な応用化学及び機械工学

第三種
1. 高圧ガス保安法に係る法令
2. 冷凍のための高圧ガスの製造に必要な初歩的な保安管理の技術

## 講習科目
- 各種とも国家試験と同じ科目（保安管理技術及び学識）の講義が実施され、法令を除く科目について後日「技術検定」が行われる。
- 技術検定に合格すると、修了証（無期限有効）が交付され、国家試験では法令の1科目だけを受験する。
- 第一種・第二種については2科目が技術検定の対象となり、その2科目とも所定の成績を収めなければ修了証は交付されない。技術検定で1科目だけ合格して国家試験でその1科目だけ免除、という制度は設けられていない。
- 学識の技術検定（試験時間120分）は、例年、第一種は5題中計算問題4題（計算式を示して記述解答する）、第二種は10題中計算問題2題（択一式）、出題される。